# Bernardo Felinto
Bernardo Felinto é um ator e roteirista brasileiro.

## Biografia

### Origens
Bernardo Felinto nasceu em Brasília, aonde ele cursou artes cênicas na UnB, na Faculdade Dulcina de Moraes e é formado pela New York Film Academy, em Nova York, EUA. Durante o ensino médio, quando estudava no colégio Marista de Brasília, Bernardo já demonstrava um interesse no teatro e cinema, logo participando de peças teatrais na escola.

### Carreira
Na atualidade, o ator possui mais de 30 peças de teatro, entre elas: temporadas nacionais com a Companhia de Comédia Os Melhores do Mundo, atuando nos sucessos Hermanoteu na Terra de Godah, SEXO – a comédia, Melhores do Mundo Futebol Clube, Um Tira Chamado Perigo, e com as peças de sua autoria: Não Durma de Conchinha e Tudo Sobre Nossa Vida Sexual, sucessos de público e crítica com mais de 200,000 espectadores em Brasília e no Rio de Janeiro. Em 2019, Bernardo esteve no elenco principal da novela da Rede Globo intitulada Orfãos da Terra, atuando como o personagem Kaara, no núcleo dos vilões da trama.

## Filmografia

### Televisão
| Ano  | Título           | Personagem                  | Notas             |
| ---- | ---------------- | --------------------------- | ----------------- |
| 2012 | A Grande Família |                             | Ou Vai Ou Racha   |
| 2014 | Malhação         | Investigador/Detetive Moura | Casa Cheia (2014) |
| 2014 | Joia Rara        | Juca o garçom               | Rede Globo        |
| 2019 | Orfãos da Terra  | Kaara                       | Rede Globo        |
| 2024 | Mania de Você    | Joaquim                     | Rede Globo        |

### Cinema
| Ano  | Título                 | Personagem             | Notas                                      |
| ---- | ---------------------- | ---------------------- | ------------------------------------------ |
| 2014 | O Candidato Honesto    | Reporter               | Ator                                       |
| 2018 | Me Deixe Não Ser       | Rodrigo                | Personagem principal e escritor do roteiro |
| 2019 | Minha Mãe é uma Peça 3 | Carregador de Tapete 1 | Ator                                       |

## Teatro
| Ano  | Título                                                |
| ---- | ----------------------------------------------------- |
| 2012 | Não Durma de Conchinha                                |
| 2013 | Hermanoteu na Terra de Godah com Os Melhores do Mundo |
| 2019 | SEXO – a comédia com Os Melhores do Mundo             |

## Prêmios e indicações
| Ano  | Prêmio                               | Categoria                       | Trabalho                | Resultado | Ref   |
| ---- | ------------------------------------ | ------------------------------- | ----------------------- | --------- | ----- |
| 2020 | Chicago Indie Film Festival          | Melhor Roteiro e Melhor Diretor | Enquanto Estamos Juntos | Venceu    | [ 6 ] |
| 2020 | Vesuvius International Film Festival | Melhor Diretor                  | Enquanto Estamos Juntos | Venceu    |       |
| 2020 | Paris Play Film Festival             | Best Drama                      | Enquanto Estamos Juntos | Venceu    |       |